# Piallina
Piallina es un género de foraminífero bentónico de la familia Piallinidae, de la superfamilia Verneuilinoidea, del suborden Verneuilinina y del orden Lituolida. Su especie tipo es Piallina tethydis. Su rango cronoestratigráfico abarca el Carniense (Triásico superior).

## Discusión
Clasificaciones previas incluían Piallina en la superfamilia Ataxophragmioidea, así como en el suborden Textulariina del orden Textulariida, o en el orden Lituolida sin diferenciar el suborden Verneuilinina.

## Clasificación
Piallina incluye a las siguientes especies:
- Piallina bronnimanni †
- Piallina tethydis †